# Неохори (дем Александрия)
Вижте пояснителната страница за други значения на Неохори.
Неохори (на гръцки: Νεοχώρι, Неохори, катаревуса: Νεοχώριον, Неохорион) е село в Република Гърция, дем Александрия, област Централна Македония.

## География
Селото е разположено в областта Урумлък (Румлуки), на 5 километра северно от Александрия (Гида). В миналото селото е било на южния бряг на пресушеното в 30-те години на XX век Ениджевардарско езеро.

## История

### В Османската империя
В XIX век Неохори е гръцко село в Солунска каза на Османската империя. Александър Синве („Les Grecs de l’Empire Ottoman. Etude Statistique et Ethnographique“) в 1878 година пише, че в Нихори (Nïkhori), Камбанийска епархия, живеят 240 гърци. В 1900 година според Васил Кънчов („Македония. Етнография и статистика“) в Нихор живеят 250, а в Неохори - 350 гърци християни.
По данни на секретаря на Българската екзархия Димитър Мишев („La Macédoine et sa Population Chrétienne“) в 1905 година в Нихор (Nihor) живеят 250 гърци.
Според доклад на Димитриос Сарос от 1906 година Неохори (Νεοχώρι) е елиногласно село в Кулакийската епископия с 254 жители с гръцко съзнание. В селото работи начално гръцко смесено училище с 24 ученици и 1 учител.

### В Гърция
През Балканската война в 1912 година в селото влизат гръцки части и след Междусъюзническата в 1913 година Неохори остава в Гърция.
В 20-те години в селото са заселени малко гърци бежанци, които в 1928 година са само 2 души.
Населението произвежда предимно памук и пшеница.
| Година    | 1913 | 1920 | 1928 | 1940 | 1951 | 1961 | 1971 | 1981 | 1991 | 2001 | 2011 | 2021 |
| --------- | ---- | ---- | ---- | ---- | ---- | ---- | ---- | ---- | ---- | ---- | ---- | ---- |
| Население | 274  | 259  | 277  | 428  | 633  | 653  | 585  | 710  | 759  | 604  | 536  | 529  |